# Aethiopopactes trilineatus
Aethiopopactes trilineatus är en kräftdjursart som beskrevs av Franco Ferrara och Stefano Taiti 1985. Aethiopopactes trilineatus ingår i släktet Aethiopopactes och familjen Eubelidae. Inga underarter finns listade i Catalogue of Life.